# Хайнц-Йозеф Стамел
Хайнц-Йозеф Стамел (на немски: Heinz-Josef Stammel) е германски писател на бестселъри в жанра уестърн, изследовател на индианската история, журналист и пресфотограф. Пише основно под псевдонима Робърт Улман (на немски: Robert Ullman), а също и под псевдонимите Перки С. Блейн (Perky S. Blane), Бъд У. Кларк (Bud W. Clarke), Робърт С. Фийлд (Robert S. Field), Клинт Х. Фаулър (Clint H. Fowler), Марк Ф. Грувър (Mark F. Gruver), Кристофър С. Хаген (Christopher S. Hagen), Мак Интош, (Mac Intosh), Джим Келог (Jim Kellog), Т.С. Локхарт (T.C. Lockhart), Робърт Стар (Robert Starr). Документалните си книги и изследвания публикува под собственото си име.

## Биография и творчество
Роден е на 1 януари 1926 г. в Кьолн, Германия. Учи химия, но след Втората световна война започва да работи като журналист и пресфотограф.
В началото на 50-те години започва да пише популярни уестърни главно под псевдонима Робърт Улман. Първият му уестърн „Zwei Kämpfer“ (Двама бойци) е издаден през 1955 г. В периода 1955 – 1966 г. е автор на около 120 произведения. През 1965 г. започва да издава известната си серия „Authentic Western“ продължила до 1976 г. В книгите си той влага допълнителни информационни глави, исторически снимки, цитати, изрезки от вестници и др. материали, които да им придадат специфичен автентичен характер.
В своите уестърни той представя всички аспекти на войната с местните индианци и политическите измерения на завладяването на Дивия запад. Животът на каубоите не е даден в романтичната си светлина, а на фона на напрегната работа в една враждебна и без социална сигурност среда. Стилът му се характеризира с това, че демитологизира историята въпреки интересните герои и завладяващите истории.
От началото на 70-те години освен популярна литература Хайнц-Йозеф Стамел пише многобройни документални книги за живота на каубоите и индианците. Той е експерт по американската история на пионерите на Дивия запад. Бил е преподавател в Тюбингенския университет и гост-лектор в университета в Регенсбург.
За своята писателска дейност е удостоен с литературната награда „Фридрих Герстекер“ и е обявен за почетен гражданин на щата Тексас, САЩ.
Хайнц-Йозеф Стамел умира на 22 януари 1990 г. в Алпирсбах.

## Произведения (частично)

### Романи
- Zwei Kämpfer (1955)
- Der Mustangjäger (1955)
- Seine schnelle Hand (1968)
Бързата ръка, изд.: ИК „Хермес“ & Херос, Пловдив (1994), прев. Атанас Геренски
- Rebellion der Rebellen (1970)
- Feuerrauch und Pulverdampf (1970)
- Geheimauftrag (1970)
- Gebrandmarkt (1971)
- Der Stern des Gesetzes (1971)
- Der Stern des Gesetzes (1971)
- Kopfgeld 20000 (1972)
- Der Westen war ihr Schicksal (1973)
- Das waren noch Männer (1973)
- La Grande Aventure des Cow-Boys (1974)
- Heisse Meilen (1974)
- Der Millionenritt (1974)
- Sheriffs, Outlaws und Banditen (1975)
- Hölle auf Rädern (1975)
- Sherifs, hors-la-loi et bandits (1975)
- Hölle auf Rädern (1975)
- Die Indianer – Kriege (1976)

### Документалистика
- Das waren noch Männer – Die Cowboys und ihre Welt (1970)
- Der Cowboy. Legende und Wirklichkeit (1972)
- Mit gebremster Gewalt (1974)
- Die Stunde des Cowboys (1974)
- Solange Gras wächst und Wasser fließt (1976)
- Indianer. Legende und Wirklichkeit von A–Z. Leben – Kampf – Untergang (1977)
- Schützen Sie sich selbst (1977)
- Der Wilde Westen im Bild (1978)
- Indianerlexikon (1979)
- Die Sioux. Amerika und seine Indianerpolitik (1979)
- Off Road durch die USA, Geschichte, Technik, Reisen, Abenteuer (1982)
- Die Apotheke Manitous. Das medizinische Wissen der Indianer und ihre Heilpflanzen, (1986)
- Neuauflage: Orbis Verlag (1989)
- Das Heilwissen der Indianer. Tausend geheime Rezepturen und ihre Anwendung (2000)